# Thân Nghi
Thân Nghi (tiếng Trung: 申儀; bính âm: Shen Yi) là quan viên, tướng lĩnh dưới quyền Trương Lỗ, Lưu Bị và Tào Ngụy thời Tam Quốc trong lịch sử Trung Quốc.

## Cuộc đời
Thân Nghi quê ở quận Hán Trung, sau phân chia thành thành quận Thượng Dung, Ích Châu, vốn là hào cường trong huyện.
Anh trai của Thân Nghi là Thân Đam cùng mấy nhà cường hào ở các huyện Tây Bình, Thượng Dung thuộc quận Hán Trung âm thầm liên kết, thần phục Trương Lỗ. Năm 215, Tào Tháo bình định Hán Trung, Thân Đam, Thân Nghi đầu hàng Tào Tháo. Thân Đam được phong làm thái thú Thượng Dung, tước Viên hương hầu.
Năm 219, Lưu Bị đánh bại Tào Tháo ở Hán Trung, sai Mạnh Đạt, Lưu Phong đánh các quận phía đông Hán Trung, hạ thành Phòng Lăng, uy hiếp Thượng Dung. Thân Đam mở thành đầu hàng, đem vợ con cùng tông tộc di chuyển tới Thành Đô làm con tin. Lưu Bị phong Đam làm Chinh Bắc tướng quân, giữ nguyên tước Viên hương hầu, vẫn làm thái thú như cũ, phong Thân Nghi làm Kiến Tín tướng quân, giữ chức thái thú Tây Thành.
Năm 219, Quan Vũ trên đường bắc phạt bị quân Đông Ngô đánh lén, bị Tôn Quyền xử chém. Khi đó Quan Vũ nhiều lần gửi thư cầu viện, nhưng Mạnh Đạt lại khuyên Lưu Phong không xuất quân. Năm 220, Mạnh Đạt cùng Lưu Phong bất hòa, hai người trở mặt. Đạt lo sợ bị kết tội bỏ mặc Quan Vũ, dẫn bộ hạ hàng Ngụy. Thân Nghi cấu kết với Đạt phản bội Phong, khiến Phong bị thua trận, bỏ chạy về Thành Đô. Thân Đam rơi vào đường cùng bị buộc phải hàng.
Vì Thân Đam bất đắc dĩ mới đầu hàng, Tào Phi cho rằng không thật lòng, tước đoạt quân quyền của Đam, đem tước vị Viên hương hầu ban cho Thân Nghi, lại đổi tên quận Tây Thành thành quận Ngụy Hưng, cho Nghi làm thái thú như cũ. Nghi đóng đồn ở Tuân Khẩu, tự tiện khắc ấn tín ban cho người khác. Khi Tào Duệ lên ngôi (227), Thân Nghi cùng Mạnh Đạt bất hòa. Năm 228, Mạnh Đạt muốn về Hán, nổi dậy chống Ngụy, Nghi cho quân ngăn chặn Thục đạo, khiến Đạt bị cô lập, không có cứu binh, bị Tư Mã Ý bắt chém.
Sau khi Mạnh Đạt chết, Thân Nghi bắt đầu lo lắng. Trong tiệc mừng công, Tư Mã Ý cho gọi Nghi đến, tra hỏi việc khắc ấn, bắt giữ giải về kinh đô. Thân Nghi sau được phong làm Lâu thuyền tướng quân, không rõ mất năm nào.

## Gia đình
- Thân Đam, anh trai của Thân Nghi, Viên hương hầu.[2]

## Trong văn hóa
Trong tiểu thuyết Tam quốc diễn nghĩa, Thân Nghi xuất hiện từ hồi 79 đến hồi 95, được giới thiệu là em trai của Thân Đam, là kẻ tiểu nhân phản phúc. Khi Lưu Bị muốn bắt Lưu Phong, Mạnh Đạt đền tội bỏ mặc Quan Vũ, lại bị Bành Dạng mật báo. Mạnh Đạt biết tin, hỏi ý kiến hai anh em Thân Đam, Thân Nghi, khi đó đang giữ chức đô úy Thượng Dung và Phòng Lăng. Đam, Nghi xúi Mạnh Đạt đầu hàng Tào Ngụy. Thân Đam ở Thượng Dung, Thân Nghi ở Phòng Lăng ngăn quân Lưu Phong ở ngoài thành, khiến quân của Phong bị Từ Hoảng, Hạ Hầu Thượng truy kích đánh tan, phải rút về Thành Đô.
Sau Tào Duệ lên ngôi, Mạnh Đạt bị triều thần ghen ghét, đâm ra lo sợ, muốn dấy binh về Thục, bèn âm thầm bàn mưu với thái thú Thượng Dung Thân Đam, thái thú Tây Thành Thân Nghi. Hai người mặt ngoài nghe theo, nhưng lại sai người mật báo cho Tư Mã Ý, mặt ngoài thao luyện quân mã, bên trong thì chờ đợi thời cơ làm nội ứng. Khi quân Ngụy kéo đến, Thân Đam, Thân Nghi dẫn quân đến Tân Thành, Mạnh Đạt tưởng hai người dẫn quân đến cứu viện, mở cửa thành ra ngoài nghênh đón. Đến nơi, Thân Đam, Thân Nghi hô: Phản tặc chớ chạy, mau mau chịu chết đi! Mạnh Đạt định chạy vào thành thì Đặng Hiền, Lý Phụ đóng cửa thành đầu hàng. Trên đường tháo chạy, Mạnh Đạt bị Thân Nghi giết chết. Hai anh em Thân Đam, Thân Nghi được Tư Mã Ý thăng chức, cho theo quân.
Gia Cát Lượng bắc phạt, Tào Duệ sai Tư Mã Ý đem quân ngăn chặn. Ý kéo quân đến Nhai Đình, phát hiện tướng canh giữ là Mã Tắc đóng quân sơ hở, bèn cho Trương Cáp bao vây Vương Bình, cho Thân Đam, Thân Nghi chặn nguồn nước, vây Mã Tắc, khiến quân Thục rối loạn. Ngụy Diên đến cứu viện Mã Tắc, Vương Bình, bị Đam, Nghi mai phục đánh bại, phải lui quân. Gia Cát Lượng thấy tình thế đã mất, cho đại quân lui về. Tư Mã Ý muốn thừa thế thu phục các quận đã mất, sai Thân Đam, Thân Nghi giữ thành Liệt Liễu, cùng Trương Cáp chia quân.
Trong phim truyền hình Tam quốc diễn nghĩa của đài CCTV, sau khi giết Mạnh Đạt, hai anh em Thân Đam, Thân Nghi bị Tư Mã Ý dùng lý do thay đổi thất thường, không thể tín nhiệm xử trảm.